# Koalice pro Českou republiku
Koalice pro Českou republiku (zkratka KpČR) byla založena k parlamentním volbám v roce 2006. Tvořilo ji sedm politických stran a hnutí. Volebním lídrem koalice byl Radoslav Štědroň.
Členové očekávali, že spojením sil zvýší své volební šance. V tomto ohledu je zarážející, že se rozhodli pro formu (volební) koalice, která dle tehdejšího volebního zákona musela získat 20 % hlasů, aby ve volbách uspěla, na rozdíl od samostatné politické strany, které stačí 5 %.

## Volební výsledky

### Poslanecká sněmovna
| Volby | Hlasy | Hlasy | Mandáty | Mandáty | Pozice |
| Volby | Abs.  | %     | Abs.    | ±       | Pozice |
| ----- | ----- | ----- | ------- | ------- | ------ |
| 2006  | 8140  | 0,15  | 0/200   | -       | -      |

### Senát
| Volby | Počet mandátů |
| ----- | ------------- |
| 2006  | 0/27          |

### Volby do Poslanecké sněmovny
Ve volbách 2006 do Poslanecké sněmovny KpČR podala kandidátky ve všech 14 volebních krajích ČR.
S pouhými 0,15 % hlasů v těchto volbách neuspěla.

### Volby do Senátu
Volební obvody:
- Jablonec n. Nisou: kandidát Zdeněk Joukl, navržen KAN
- Náchod: kandidát Richard Knot navržen NEI
- Chrudim: kandidát Josef Kolář, navržen SP
- Praha 8: kandidát Ivo Patta, navržen 4 VIZE